# Lake Forest Park
Lake Forest Park è una città degli Stati Uniti d'America, situata nella contea di King dello Stato di Washington.